# Giulia Beneni
Giulia Beneni, känd som La Barucci, född 1837, död 1871, var en fransk kurtisan. Hon tillhörde de mest berömda av de så kallade demimonderna eller grande horizontales, kollektivt kallade La garde, i andra kejsardömets Paris.
Hon var känd som La Barucci. Hon utnyttjade sitt italienska utseende som kännemärke, och beskrivs som charmerande spontan och var känd för att själv välja och uppvakta sina kunder. Hon visade upp sitt juvelskrin värt miljoner för sina besökare och visitkorten i en kinesisk skål vid eldstaden demonstrerade hennes kontakter med ett flertal män ur societeten. 
Omtalad är den gång hon presenterades för den brittiska kronprinsen, den senare Edvard VII. Hon lät genast sin klänning falla till golvet och stod sedan naken. När hon fick en reprimand svarade hon: "Vad, bad ni mig inte att bete mig propert inför hans kungliga höghet? Jag visade honom det bästa jag hade, och det var gratis!"